# اسنپ‌شات
در مبحث ذخیره‌سازی رایانه‌ای، اسنپ شات (به انگلیسی: snapshot) یا برگرفت، به وضعیت سیستم در یک لحظه زمانی خاص گفته می‌شود. این واژه می‌تواند به داده‌های واقعی سیستم در آن لحظه یا به قابلیتی که توسط برخی سیستم‌ها ارائه می‌شود، اشاره داشته باشد.

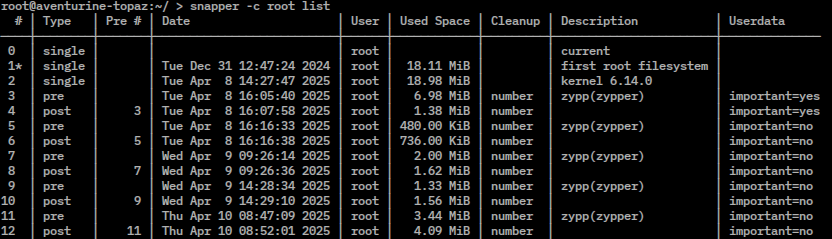
اسنپ شات

گرفتن یک نسخه پشتیبان کامل از اطلاعات ممکن است مدت زیادی به طول بینجامد. در سیستم‌عامل‌های چندکاربره یا چندکاره، ممکن است در حین پشتیبان‌گیری از اطلاعات، یک کاربر یا یک فرایند، اطلاعاتی را بر روی همان فایلی که در حال پشتیبان‌گیری است، بنویسد که باعث می‌شود پشتیبان‌گیری به صورت یک عمل تجزیه‌پذیر نباشد و تفاوتی بین نسخه اصلی و نسخه پشتیبان وجود داشته باشد که ممکن است نتیجه آن از دست رفتن و آسیب‌دیدن اطلاعات باشد. برای مثال اگر کاربری فایلی را در داخل یک دایرکتوری که قبلاً از پشتیبان گرفته شده قرار دهد، آن فایل به‌طور کامل در نسخه پشتیبان مفقودالثر خواهد بود، چرا که عمل پشتیبان‌گیری از آن دایرکتوری قبلاً انجام شده و این فایل بعداً به آن دایرکتوری اضافه شده‌است.
یک راه حل برای این مشکل این است که قبل از عمل پشتیبان‌گیری از یک دایرکتوری، هر گونه عمل نوشتن بر روی آن را غدغن کنیم تا مطمئن شویم که در حین پشتیبان‌گیری تغییر نمی‌کند. هرچند که این راه حل برای محیط‌های کوچک و محیط‌هایی که دسترس‌پذیر بودن اطلاعات خیلی اهمیت ندارد (همانند میزکارها) می‌تواند قابل قبول باشد، اما برای محیط‌های بزرگ و محیط‌هایی که باید ۲۴ ساعته فعال باشند و اطلاعات باید همیشه در دسترس باشند، این راه حل قابل قبول نیست. چرا که اطلاعات در طی یک مدت زمان طولانی غیرقابل دسترس خواهند بود. برای حل این مشکل، سیستم‌های بزرگ ممکن است پشتیبان‌گیری را بر روی یک برگرفت انجام دهند که یک برگرفت، یک کپی فقط-خواندنی از اطلاعات در یک لحظه خاص است. به این ترتیب برنامه‌ها همچنان می‌توانند بر روی داده‌های اصلی بخوانند و بنویسند. ایجاد کردن یک برگرفت در اکثر پیاده‌سازی‌ها هزینه کمی دارد و عمدتاً در زمان O(1)‎ قابل انجام است. به عبارت دیگر، بالا بودن حجم داده‌ها، میزان عملیات ورودی/خروجی و همینطور زمان مورد نیاز برای ایجاد برگرفت را افزایش نمی‌دهد و بی‌توجه به حجم داده‌ها، می‌توان به سرعت یک برگرفت از آن‌ها ایجاد کرد. این در حالی است که پشتیبان‌گرفتن از داده‌ها رابطه مستقیمی با حجم آن‌ها دارد و هرچه حجم بیشتر باشد، زمان پشتیبان‌گیری هم افزایش می‌یابد.